# Базелски комитет за банков надзор
Базелският комитет за банков надзор (съкратено БКБН) е комитет от органи, отговарящи за банковия надзор, основан от управители на централни банки от „Групата на десетте“ през 1974 г.
Комитетът предоставя трибуна за регулярно взаимодействие по въпроси свързани с банковия надзор. Целта му е да подобри разбирането относно ключови въпроси свързани с надзора както и да подобри банковия надзор в страните по света. Комитетът също очертава насоки и стандарти в различни зони – някои от по-известните от тях са: международните стандарти за капиталова адекватност, Основните принципи за ефективен банков надзор и Конкордатът за трансграничен банков надзор.
Членовете на Комитета са от: Аржентина, Австралия, Белгия, Бразилия, Канада, Китай, Франция, Германия, Хонг Конг, Индия, Индонезия, Италия, Япония, Корея, Люксембург, Мексико, Холандия, Русия, Саудитска Арабия, Сингапур, Южна Африка, Испания, Швеция, Швейцария, Турция, Великобритания и САЩ. Секретариатът на Комитета се намира в Банката за международни разплащания в Базел, Швейцария. Въпреки това, Банката и Комитетът са две отделни структури.
Базелският комитет формулира основни надзорни стандарти и насоки и препоръчва добри практики за банков надзор. Това се прави с виждането, че органите на властта на съответните държави ще направят конкретни стъпки, за да ги имплементират чрез собствените си национални системи чрез закони или по-друг начин.
Целта на Базелския комитет за банков надзор е да насърчава конвергенцията към общи методи и стандарти. Комитетът не е класическа многостранна организация. Една от причините за това е фактът, че той няма основополагащ договор. БКБН не изготвя задължаваща регулация, а по-скоро функционира като неформален форум където се развиват решение и стандарти.
Комитетът има подразделения, всяко от които работи върху специфични проблеми:
- Група за прилагане на стандартите:
  - Подгрупа за операционен риск – насочена към въпроси свързани с Метода за напреднало измерване на операционния риск,
  - Отдел на Колегиите – разработва насоки за работата на Базелския комитет с надзорни колегии,
  - Отдел по възнагражденията – лобира за ясни практики по отношение на възнагражденията,
  - Отдел по мониторинга на стандартите и процедурите – разработва процедури за постигане на по-голяма ефективност и постоянство в мониторинга на стандартите и процедурите;

- Група за развиване на политики:
  - Група за мониторинг и управление на риска – поддържа контакт с индустрията във връзка с последните тенденции в измерването и управлението на риска,
  - Отдел по проучванията.

|  | Тази страница частично или изцяло представлява превод на страницата Basel Committee в Уикипедия на английски. Оригиналният текст, както и този превод, са защитени от Лиценза „Криейтив Комънс – Признание – Споделяне на споделеното“, а за съдържание, създадено преди юни 2009 година – от Лиценза за свободна документация на ГНУ. Прегледайте историята на редакциите на оригиналната страница, както и на преводната страница, за да видите списъка на съавторите. ВАЖНО: Този шаблон се отнася единствено до авторските права върху съдържанието на статията. Добавянето му не отменя изискването да се посочват конкретни източници на твърденията, които да бъдат благонадеждни. |